# Rochau
Rochau è un comune tedesco di 989 abitanti situato nel land della Sassonia-Anhalt.